# Quảng trường Jiřího z Poděbrad
Quảng trường Jiřího z Poděbrad (còn được gọi là Quảng trường George của Poděbrady, tiếng Séc: Náměstí Jiřího z Poděbrad (Praha)) là một trong những quảng trường công cộng ở Praha, thủ đô của Cộng hòa Séc. Quảng trường này được thành lập vào năm 1896, và được mang tên vị vua Séc - George của Poděbrady.

## Tên gọi
Ban đầu, nơi đây được gọi là Quảng trường vua George (Náměstí krále Jiřího). Từ năm 1948, quảng trường chính thức lấy tên gọi như hiện nay.

## Mô tả
Quảng trường Jiřího z Poděbrad tọa lạc ở trung tâm quận Vinohrady, với dáng dấp của một công viên đô thị đẹp như tranh vẽ. Xung quanh quảng trường có một số địa danh và di tích văn hóa đáng chú ý, chẳng hạn như:
- Nhà thờ Thánh Tâm Chúa Giêsu (được xây dựng vào giai đoạn 1929 - 1932. Tác giả thiết kế nhà thờ: kiến trúc sư người Slovenia Josip Plečnik).[3]
- Ga tàu điện ngầm tuyến A.
- Đài phun nước ở lối ra của ga tàu điện ngầm (được làm từ chất liệu đá granit vào năm 1980 - Tác giả: nhà điêu khắc Petr Šedivý hợp tác với kiến trúc sư Beryl Filsaková).[4][5]
- Tháp nước Vinohrady
- Tháp truyền hình Žižkov

## Hình ảnh

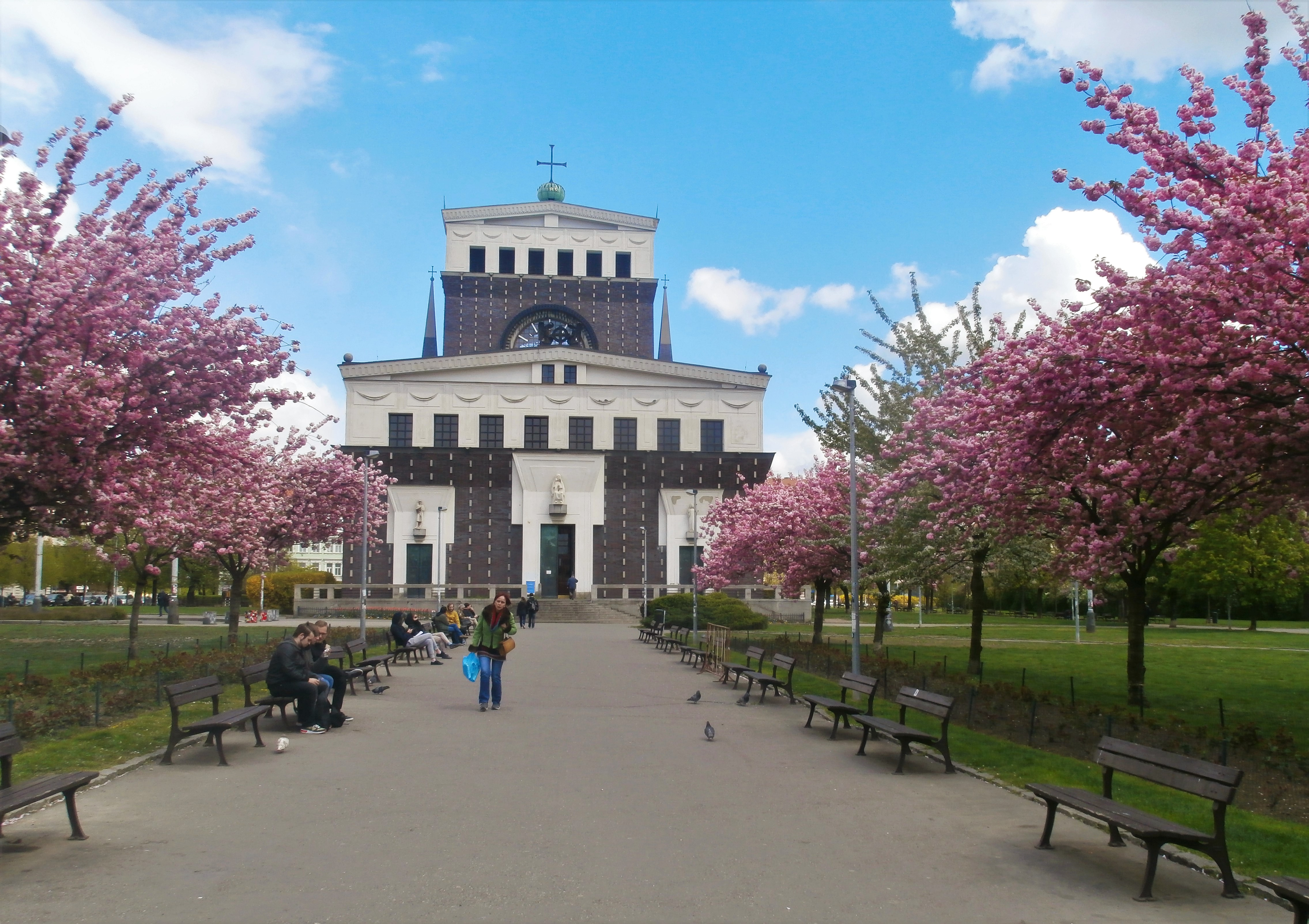
Nhà thờ Thánh Tâm Chúa Giêsu (2016)
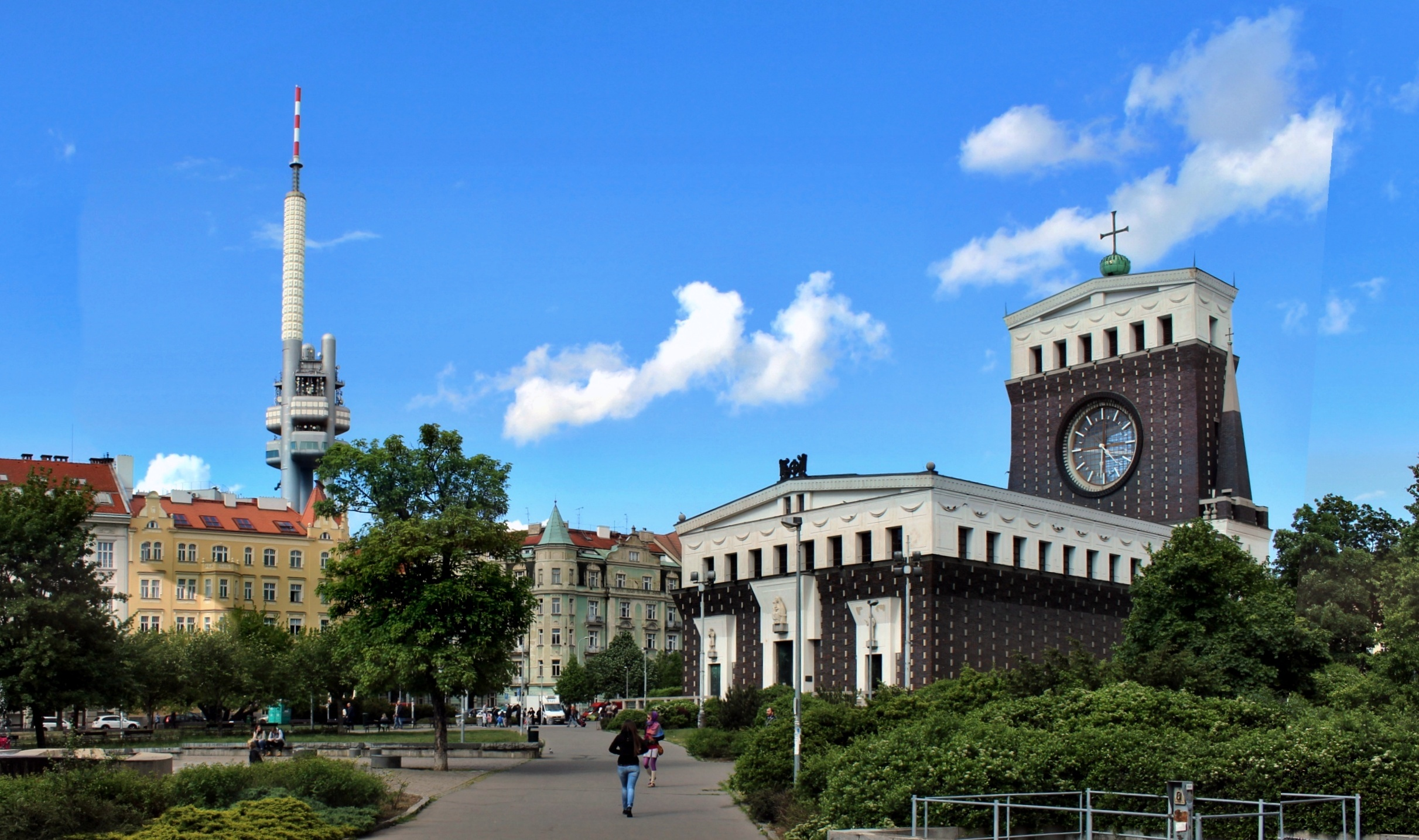
Tháp truyền hình Žižkov và nhà thờ (2016)
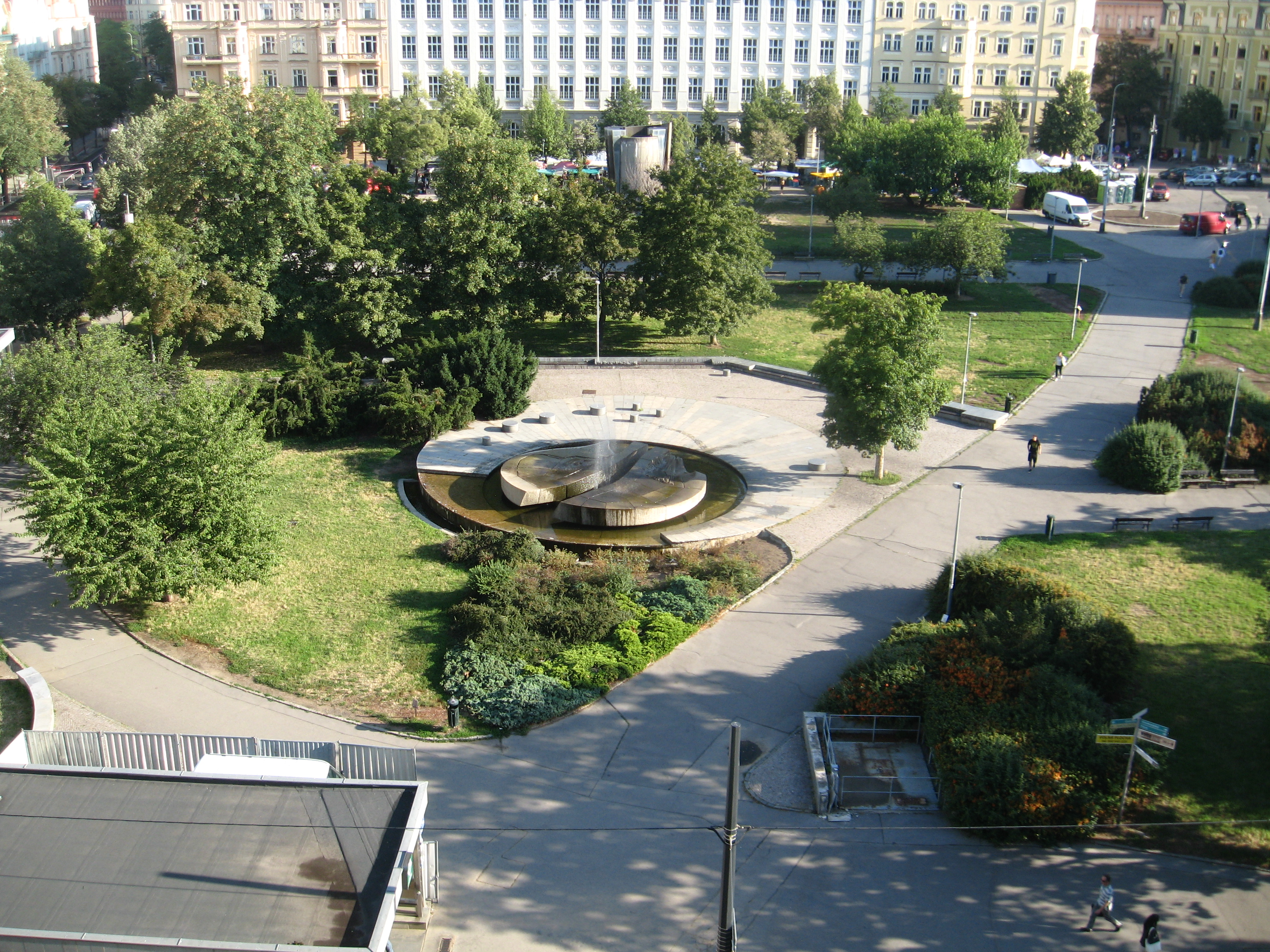
Đài phun nước (2019)